# Agrypon ferale
Agrypon ferale là một loài tò vò trong họ Ichneumonidae.